# Goiânia Esporte Clube
El Goiânia Esporte Clube és un club brasiler de futbol de la ciutat de Goiânia a l'estat de Goiás.

## Història
El Goiânia Esporte Clube va ser fundat el 5 de juliol de 1938 i és el club més antic de l'estat de Goiás.

## Palmarès
- Campionat goiano: 14
  - 1945, 1946, 1948, 1950, 1951, 1952, 1953, 1954, 1956, 1958, 1959, 1960, 1968, 1974

- Campionat goiano de segona divisió: 2
  - 1998, 2006

- Copa Centro-Oeste: 1
  - 1967